# فريتز ميتزجر
فريتز ميتزجر هو مهندس معماري سويسري، ولد في 1898 في فينترتور في سويسرا، وتوفي في 13 أغسطس 1973 في زيورخ في سويسرا.